# Амбивере
Амбѝвере (на италиански: Ambivere; на ломбардски: Ambìer, Амбиер) е село и община в Северна Италия, провинция Бергамо, регион Ломбардия. Разположено е на 261 m надморска височина. Населението на общината е 2371 души (към 2017 г.).